# Páirc Uí Chaoimh
Páirc Uí Chaoimh est un stade de sports gaéliques appartenant à l'Association athlétique gaélique situé à Ballintemple, un quartier de Cork, en Irlande. On y joue aussi bien au hurling qu'au football gaélique. Le stade avait à son origine une capacité de 50 000 places, mais celle-ci a été réduite progressivement pour des raisons de sécurité pour se stabiliser à 43 500 places aujourd'hui. Il s'agit du quatrième stade de sports gaéliques en termes de capacité  d'accueil en Irlande après Croke Park à Dublin, Semple Stadium à Thurles et les Gaelic grounds à Limerick.
Le stade accueille  chaque année les finales des championnats de hurling et de football gaélique du Comté de Cork. Il accueille aussi les matchs des équipes du Comté engagées dans leurs compétitions nationales respectives.

## Histoire
La place occupée par le stade actuel a depuis longtemps été réservé à la pratique des sports gaéliques. À la fin des années 1890, la municipalité de Cork avait déjà fait clôturer un terrain appartenant à la Cork Agricultural Company afin de faciliter la pratique de ces sports. Un stade y fut construit peu après. En 1904 ouvre le Cork Athletic Grounds et accueille les finales nationales de hurling. Malgré quelques aménagements le stade se retrouve au début des années 1970 en piètre état et de nouveaux plans sont dessinés. En 1974 le stade est complètement démoli pour permettre la construction d’une nouvelle structure.  Il s’agit d’un plan ambitieux comme la GAA n’en avait jamais fait auparavant. Le stade moderne comprend une tribune latérale couverte et l’autre découverte et deux terrasses situées derrière les buts.
Le stade porte le nom de Pádraig Ó Caoimh, secrétaire général de la GAA entre 1929 et 1964 et originaire de Cork. La tribune principale rend hommage au nom de Sean Mac Carthaigh. 
Páirc Uí Chaoimh a été officiellement inauguré le 6 juin 1976 par Con Murphy, alors président de la GAA. Le jour de l’inauguration, deux matchs ont eu lieu, l’un en hurling entre Gork et Kilkenny et l’autre en football entre Cork et Kerry.
Le record d’affluence dans le stade date de 1985 avec 49 961 spectateurs pour la finale du championnat de hurling du Munster entre Cork GAA et Tipperary GAA.
En octobre 2007, la municipalité de Cork a annoncé sa volonté de développer Páirc Uí Chaoimh pour en faire un grand stade de plus de 60 000 places et un endroit de spectacles en coordination avec le développement des docks de la ville. Cette proposition doit faire du stade le deuxième plus grand stade du pays après Croke Park devançant même l’Aviva Stadium en construction à la place de Lansdowne Road à Dublin.

## Autres sports
En mai 2024, le stade est choisi comme lieu de réception de l'équipe de France féminine de football pour les éliminatoires de l'Euro féminin 2025 car l'Aviva Stadium n'est pas disponible à cette date là. C'est seulement le deuxième match de football à s'y disputer, le premier avait été un match caritatif en souvenir de Liam Miller décédé peu avant d'un cancer. Cette rencontre opposait des anciens joueurs de Manchester United et du Celtic.